# Мусса, Фаустин
Фаустин Мусса (англ. Faustine Mussa; род. 2 апреля 1981) — танзанийский бегун на длинные дистанции. На олимпийских играх 2012 года занял 33-е место с результатом 2:17.39. Занял 39-е место в личном первенстве на чемпионате мира по кроссу 2009 года. В 2013 году занял 18-е место на Сеульском марафоне с результатом 2:16.09.
Выступает за спортивный клуб народно-оборонительных сил Танзании.
Личный рекорд в марафоне — 2:13.02.